# 교합
교합(咬合)은 위아래 치아의 맞물림 또는 위아래턱뼈의 위치적인 상호관계이다.

## 정상교합과 부정교합
정상교합은 구강기능을 위해 아래턱이 움직일 때 위아래턱뼈의 관계와 위아래 치아의 맞물림이 조화를 이루는 교합을 말한다.
부정교합은 구강기능을 위한 아래턱의 움직임을 방해하는 위아래 치아의 맞물림을 가진 교합을 말한다.
부정교합은 아래턱의 움직임을 방해할 뿐만 아니라 교합력이 부적절하게 작용하게 하여 치아나 구강조직의 손상과 턱관절을 움직이는 근육의 긴장을 유발하게 된다.

## 같이 보기
- 부정교합